# Vectra AI
 (novembre 2023).
La mise en forme du texte ne suit pas les recommandations de Wikipédia : il faut le « wikifier ».
Les points d'amélioration suivants sont les cas les plus fréquents. Le détail des points à revoir est peut-être précisé sur la page de discussion.
- Les titres sont pré-formatés par le logiciel. Ils ne sont ni en capitales, ni en gras.
- Le texte ne doit pas être écrit en capitales (les noms de famille non plus), ni en gras, ni en italique, ni en « petit »…
- Le gras n'est utilisé que pour surligner le titre de l'article dans l'introduction, une seule fois.
- L'italique est rarement utilisé : mots en langue étrangère, titres d'œuvres, noms de bateaux, etc.
- Les citations ne sont pas en italique mais en corps de texte normal. Elles sont entourées par des guillemets français : « et ».
- Les listes à puces sont à éviter, des paragraphes rédigés étant largement préférés. Les tableaux sont à réserver à la présentation de données structurées (résultats, etc.).
- Les appels de note de bas de page (petits chiffres en exposant, introduits par l'outil «  Source ») sont à placer entre la fin de phrase et le point final[comme ça].
- Les liens internes (vers d'autres articles de Wikipédia) sont à choisir avec parcimonie. Créez des liens vers des articles approfondissant le sujet. Les termes génériques sans rapport avec le sujet sont à éviter, ainsi que les répétitions de liens vers un même terme.
- Les liens externes sont à placer uniquement dans une section « Liens externes », à la fin de l'article. Ces liens sont à choisir avec parcimonie suivant les règles définies. Si un lien sert de source à l'article, son insertion dans le texte est à faire par les notes de bas de page.
- La présentation des références doit suivre les conventions bibliographiques. Il est recommandé d'utiliser les modèles {{Ouvrage}}, {{Chapitre}}, {{Article}}, {{Lien web}} et/ou {{Bibliographie}}. Le mode d'édition visuel peut mettre en forme automatiquement les références.
- Insérer une infobox (cadre d'informations à droite) n'est pas obligatoire pour parachever la mise en page.

Pour une aide détaillée, merci de consulter Aide:Wikification.
Si vous pensez que ces points ont été résolus, vous pouvez retirer ce bandeau et améliorer la mise en forme d'un autre article.
 (septembre 2023).
Pour les articles homonymes, voir Vectra.
Vectra AI, Inc. est une société de cybersécurité spécialisée dans l'IA appliquée aux solutions de détection et de réponse aux cybermenaces (NDR). Créée en 2012, Vectra AI opère désormais dans 113 pays depuis son siège social à San Jose, en Californie. Les bureaux français de la société sont situés au Cybercampus de la Défense à Paris.

## Historique

### L'Origine en tant que TraceVector
L'histoire de Vectra AI, anciennement connue sous le nom de TraceVector LLC, remonte à 2008, date à laquelle elle a été fondée à New York par un groupe de 4 professionnels de la cybersécurité. La mission de Tracevector était d'offrir aux professionnels de la sécurité un système automatisé de détection d'intrusion dans le réseau, capable de faire face aux cyberattaques croissantes et sophistiquées qui ont considérablement augmenté ces dernières années.
TraceVector a levé 5,3 millions de dollars en financement de série A en janvier 2012 et Hitesh Sheth en est devenu Président et CEO.

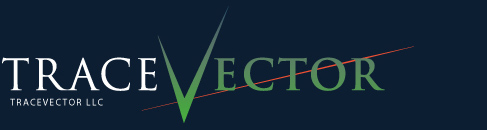
Logo de TraceVector

Cette décision a marqué un tournant important pour l'entreprise, qui a également décidé de déménager son siège social à San Jose, en Californie, pour travailler sur la version bêta de la plateforme.

### L'incorporation sous le nom de Vectra Networks
Avec la nouvelle direction, l'entreprise a subi un changement de marque et a émergé sous le nom de « Vectra Networks » en 2014, adoptant le slogan « Security That Thinks » (« La sécurité qui pense»).
En mars 2014, Vectra a lancé la plateforme X-series. Il surveille le trafic interne et Internet, propose des rapports automatisés et hiérarchise les alertes, aidant ainsi les analystes de sécurité à répondre rapidement aux risques les plus critiques.
En mars 2015, Vectra a lancé le capteur de la série S , a annoncé une croissance record des réservations de près de 400 % en 2015 par rapport à 2014 et étend ses activités  dans la région EMEA.
Vectra Networks a obtenu son premier brevet américain le 12 janvier 2016. Ce brevet couvre un système de surveillance du trafic réseau en temps réel pour détecter les cyberattaques potentielles de type zero-day.
Fin 2017, Vectra avait obtenu sept brevets américains supplémentaires et était sur une trajectoire de croissance rapide avec une croissance des revenus en 2017 d'environ 140 % par rapport à 2016.

### Le changement de marque en tant que Vectra AI
En 2018, Vectra Networks a subi un autre changement de marque, changeant son nom en Vectra AI et son nom de produit en Cognito.
Au cours du premier semestre 2018, l'entreprise a connu une croissance impressionnante, marquant une augmentation de 138 %  par rapport à la même période en 2017.
Le 25 janvier 2022, Vectra AI a finalisé l'acquisition de Siriux , une société de logiciels de gestion de réseau.

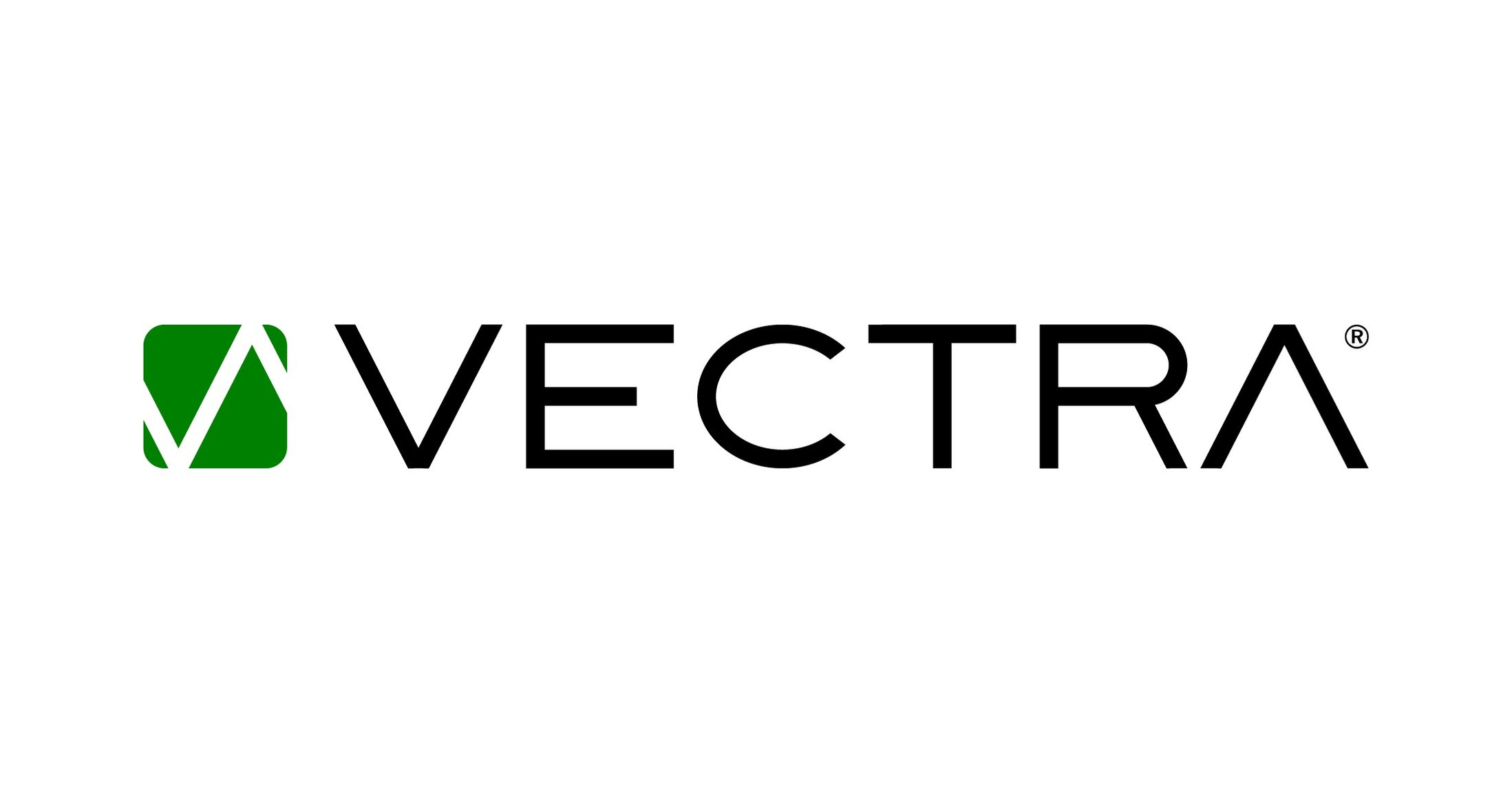
Ancien logo de Vectra Networks avant de devenir Vectra AI

## Produit
Vectra AI utilise une gamme unique de techniques d'intelligence artificielle , notamment des techniques d'apprentissage automatique supervisé (pré-entraîné), non supervisé et d'apprentissage profond, pour détecter et répondre aux cyberattaques en cours en temps réel.
Les algorithmes du produit apprennent en permanence les normes comportementales des appareils, des comptes d'utilisateurs, des ports et des protocoles pour identifier les signes de compromission au sein de l'infrastructure de l'entreprise. Les menaces sont automatiquement triées, notées et corrélées  aux hôtes compromis, et les comportements d'attaque sont corrélés entre les hôtes pour fournir le « récit » du développement des attaques. Ces menaces sont hiérarchisées sur une interface utilisateur intuitive  tandis que des actions d'alerte et de remédiation sont prises avec d'autres technologies de sécurité.

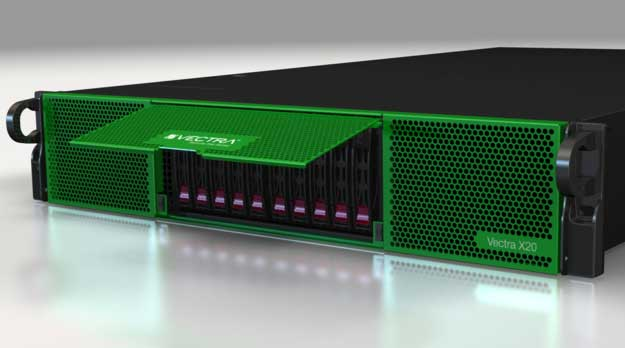
Le serveur X-series de Vectra AI

## Investisseurs
Vectra AI a obtenu des investissements auprès d'un groupe diversifié d'investisseurs, notamment Khosla Ventures, IA Ventures, Accel Partners, Atlantic Bridge, Wipro Ventures, AME Cloud Ventures, Intel Capital, DAG Ventures, Ireland Strategic Investment Fund, Junos Innovation Fund ( Juniper ), Nissho Electronics, Silver Lake, TCV et Blackstone.

## Financement
Vectra AI a levé un total de 350 millions de dollars  et est considérée comme une licorne avec sa valorisation de 1,2 milliard de dollars.
| Type de transaction | Date            | Montant                 | Investisseurs |
| Financement initial | 01 janvier 2010 | 500 000 $               | |
| Série A             | 03 janvier 2012 | 5,3 millions de dollars | Khosla Ventures, IA Ventures |
| Série B             | 26 août 2013    | 8 millions de dollars   | Khosla Ventures, IA Ventures |
| Série C             | 05-août-2014    | 25 millions de dollars  | Accel Partners, Khosla Ventures, IA Ventures, AME Cloud Ventures, Intel Capital, Juniper Networks (Junos Innovation Fund)                                                                |
| Série D             | 18 mars 2016    | Non divulgué            | Wipro |
| Série D             | 20 février 2018 | 36 millions de dollars  | Atlantic Bridge, Fonds d'investissement stratégique irlandais, Nissho Electronics Corp, Khosla Ventures, Accel Partners, IA Ventures, AME Cloud Ventures, DAG Ventures et Wipro Ventures |
| Série E             | 10 juin 2019    | 100 millions de dollars | TCS, Accel, Khosla Ventures |
| Série F             | 29-avril-2021   | 130 millions de dollars | Pierre noire |